# Hugo von Genf
Hugo († 1020) war Bischof von Genf.

## Leben
Hugo wird erstmals anlässlich der Ernennung des Abtes Odilo von Cluny als Bischof von Genf erwähnt. Er wird manchmal mit dem zur gleichen Zeit lebenden Hugo, Bischof von Sitten, verwechselt. Hugo empfing 999 zusammen mit anderen Bischöfen Kaiserin Adelheid in Orbe, im folgenden Jahr begleitete er König Rudolf III. von Burgund auf dessen Reise nach Deutschland zu Kaiser Otto III. Seine Teilnahme an den Konzilien von Rom (998/99) und Frankfurt (1007) ist belegt. Hugo schenkte den Cluniazensern die Kirche Saint-Victor in Genf und ließ die Kirche Bourg-Saint-Pierre neu errichten. Am 11. Oktober 1019 nahm er in Basel an der Einweihung des Münsters teil.